# Tehuipango (municipalité)
La municipalité de Tehuipango est l'une des 212 municipalités de l'État de Veracruz, et est située dans la partie centrale de cet État. Elle se situe à l'ouest du golfe du Mexique, sur les contreforts de la chaîne de montagnes de la Sierra Madre orientale, et fait partie du bassin versant de la rivière Río Tonto, un des principaux affluents du fleuve Río Papaloapan. Elle est limitrophe au sud et à l'ouest de la limite administrative avec l'État de Puebla. Son chef-lieu est la ville éponyme de Tehuipango. Elle dépend de la région administrative de Las Montañas, qui est une des 10 subdivisions administratives de l'État de Veracruz.

## Géographie
La municipalité de Tehuipango fait partie du bassin versant du fleuve Río Papaloapan, que de petits affluents de la rivière Río Blanco traversent. Cette dernière s'écoule plus à l'est, dans la municipalité de Zongolica. Assise sur le massif montagneux de la Sierra Madre orientale, son altitude oscille entre 1100 et 2700 mètres. Son chef-lieu, la localité éponyme de Tehuipango, se situe dans la partie sud de son territoire. Ce territoire couvre une superficie de 94,8 km2, et était peuplé en 2020 de 26 686 habitants, pour une densité de 313,3 habitants par km2.
Cette municipalité est limitrophe au nord de celles de Mixtla de Altamirano et de Texhuacán, à l'ouest de celle de Astacinga, au sud-ouest, dans l'État de Puebla, de celle de Vicente Guerrero, au sud-est de celle, dans le même État de Puebla, de Ajalpan, et enfin, au nord-est, dans l'État de Veracruz, de celle de Zongolica.

## Composition et démographie
La municipalité était composée en 2020 de 54 localités, dont une seule était considérée comme urbaine, les autres étant rurales.
| Localité            | Population |
| ------------------- | ---------- |
| Tehuipango          | 2740       |
| Xopilapa            | 2128       |
| Tepecuitlapa        | 1111       |
| Tzacuala Primero    | 1065       |
| Achichipico         | 942        |
| Reste des localités | 21 700     |
| Total population    | 29 686     |

En plus de l'espagnol, plusieurs langues amérindiennes sont parlées dans la municipalité, dont les principales sont par ordre d'importance : le nahuatl, les autres langues sont très marginales.

## Économie

### Agriculture et élevage
La superficie des parcelles semées représentait en 2019 une surface totale de 2152 hectares, parmi lesquels 2000 hectares étaient voués à la culture du maïs, 99 hectares étaient voués à la culture du haricot, et 30 hectares étaient voués à celle du caféier.

En 2020, la production de viande par tonnes comprenait 6,3 tonnes de viande bovine, 122,9 tonnes de viande porcine, 15 tonnes de viande ovine, 4,5 tonnes de viande caprine, 12,4 tonnes de volailles, et 6,5 tonnes de dinde. La superficie vouée à l'élevage représentait alors 172 hectares.